# رينا شيباني
رينا شيباني هي ملكة جمال لبنان لعام 2012 رينا من مواليد زحلة شرق لبنان.تنافست رينا مع شقيقتها التوام رومي شيباني .يبلغ طول رينا 178 سم من هواياتها السباحة والطهي - وهي من عائلة مسيحية - حاصلة على ماجستير في الهندسة الداخلية من جامعة الروح القدس - الكسليك (USEK).

## حياتها
تزوجت بالشاب داني براك اللامع في مجال الجراحة الروبوتيةـ في حفلة زواج ملوكية في قصر سرسق.